# 田方平野

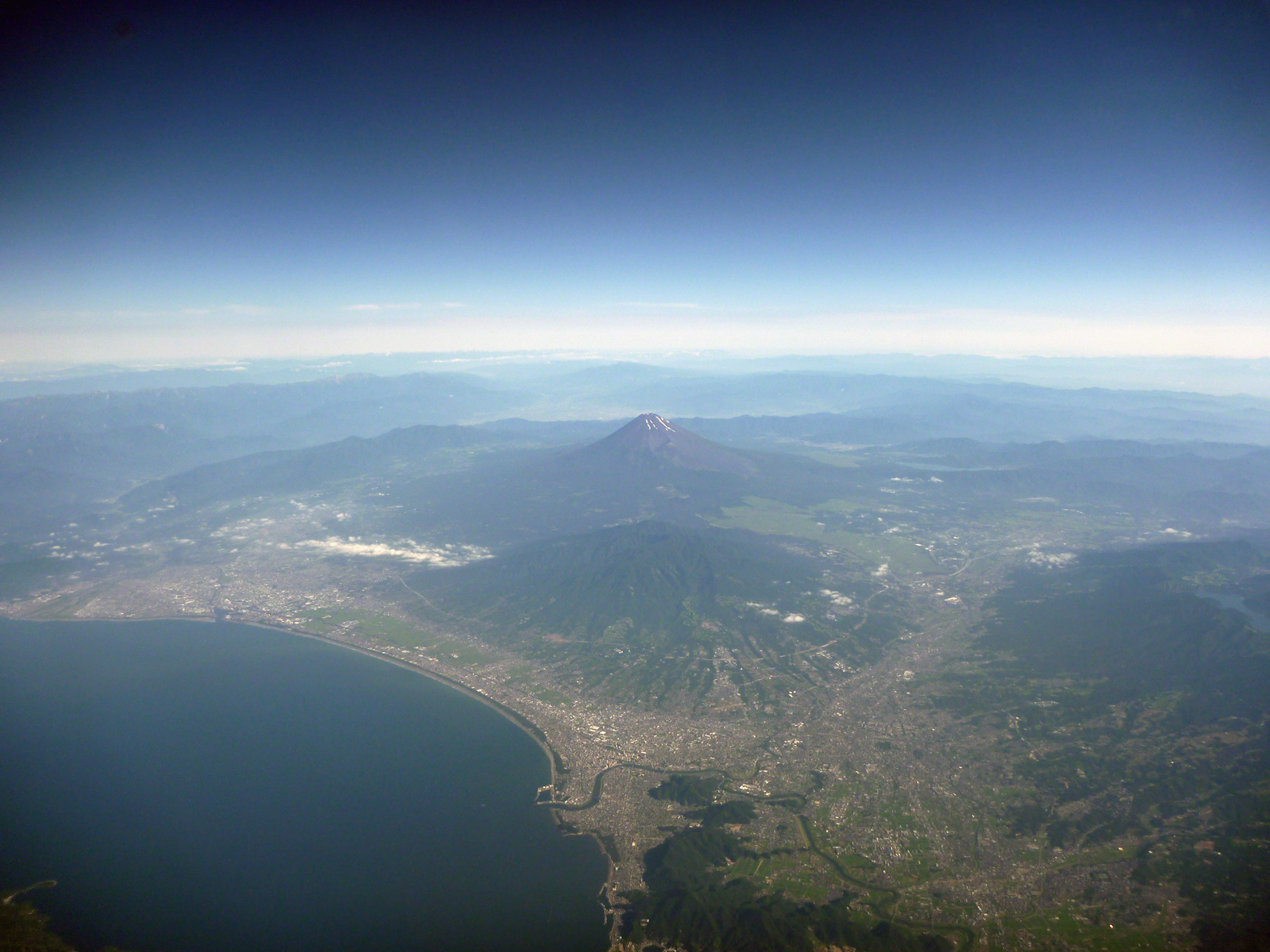
田方平野の一部と富士山

田方平野（たがたへいや）は、静岡県の東部、伊豆半島の付け根に位置する沖積平野である。

## 地理
平野は愛鷹山、箱根山、静浦山地（沼津アルプス）、丹那山地に囲まれ、狩野川とその支流である黄瀬川と大場川などが流れる。北部では古くから東海道の宿場町として商業と住宅地が発達。南部では水田が広がり、一部ではイチゴの促成栽培も盛んである。

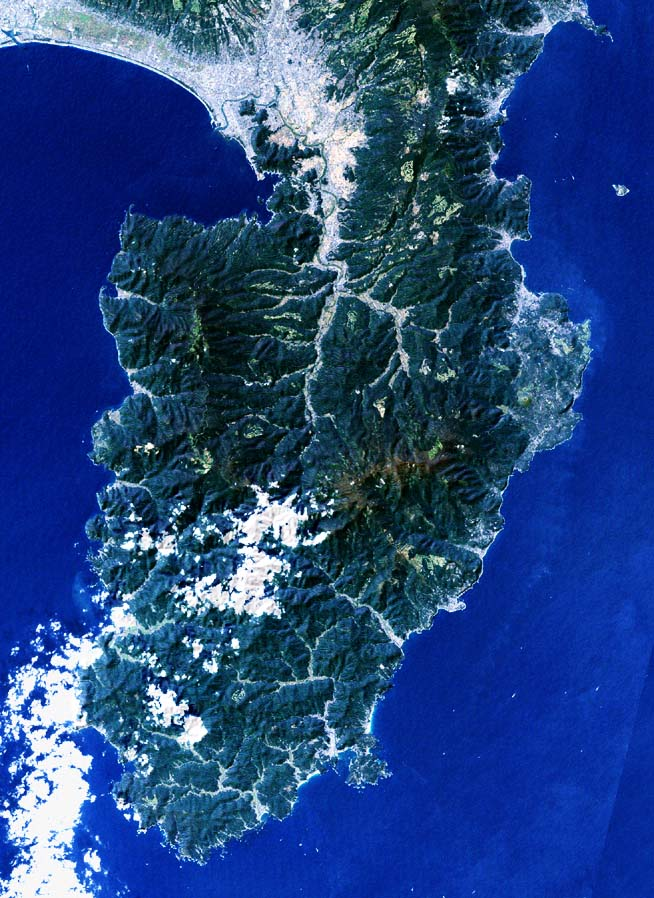
伊豆半島
伊豆半島のランドサット衛星写真。
スペースシャトル標高データ使用。

## 成り立ち
約6,000年前の縄文時代には、完新世の気候最温暖期による縄文海進のため、海面が現在よりも数m高くなり、沼津市から黄瀬川下流、伊豆の国市の旧伊豆長岡町付近までは入江で、古狩野湾を形成していた。その後、海面が低下し、狩野川とその支流が運ぶ土砂が堆積し現在の姿となった。

## 交通
北部には古くから、東西に東海道が、南北には下田街道が発達していた。それらが現在では自動車社会に合わせた整備によって多少位置が変わり、国道1号・国道136号となってこの地域の交通を支える。また、南北には伊豆箱根鉄道駿豆線も敷かれ、沿線住民の足となっている。

## 災害
この地域では、1930年（昭和5年）に現函南町の丹那盆地付近で起こった北伊豆地震によって多くの死者を出した。また、古くから狩野川の氾濫によって何度も浸水し、1958年（昭和33年）には狩野川台風によって甚大な被害を受けた。

## 自治体
- 沼津市
- 三島市
- 清水町
- 函南町
- 伊豆の国市